# Belagerung von Osaka

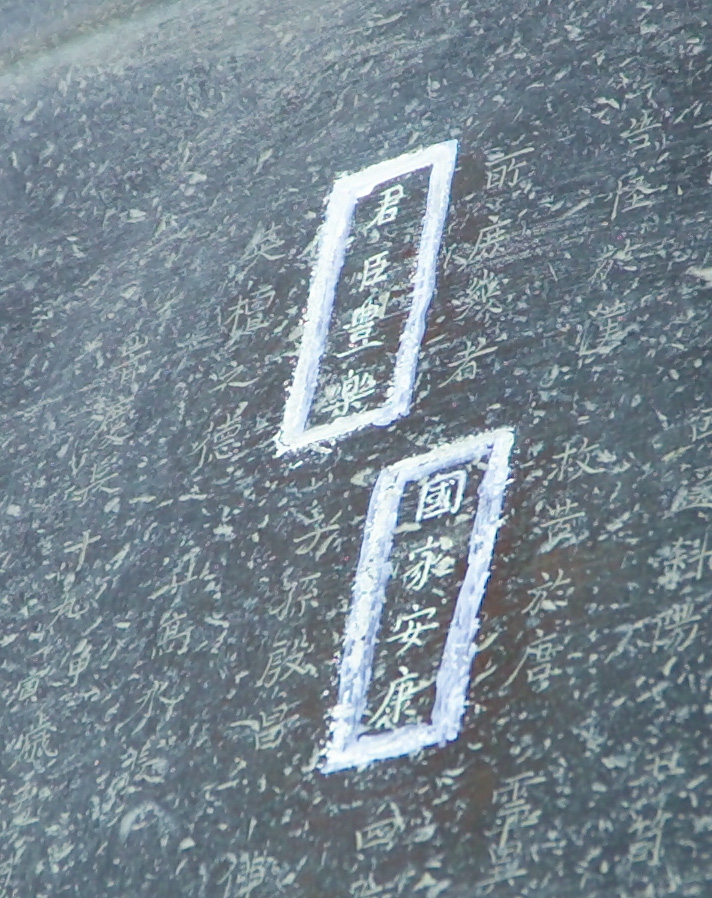
Inschrift auf einer Glocke in Hōkō-ji auf Kyōto

Die Belagerung von Osaka (jap. 大坂の役, Ōsaka no eki, allgemein auch 大坂の陣, Ōsaka no jin) war eine Serie von Schlachten, die das Tokugawa-Shōgunat gegen den Toyotomi-Klan führte und die mit der Auslöschung des Klans endete. Unterteilt in zwei Phasen (Winterfeldzug und Sommerfeldzug) und andauernd von 1614 bis 1615, setzte die Belagerung dem letzten größeren bewaffneten Widerstand gegen die Errichtung des Shōgunats ein Ende. Der Konflikt wird manchmal auch als Genna Embu (元和偃武, dt. etwa: „Genna-Kriegsende“) bezeichnet, da der Äraname sofort im Anschluss daran von Keichō in Genna geändert wurde.

## Beginn
Als Toyotomi Hideyoshi im Jahre 1598 starb, begann in Japan die Regierungszeit des Rates der Fünf Regenten, in welchem Tokugawa Ieyasu die größte Autorität besaß. Nachdem er Ishida Mitsunari in der Schlacht von Sekigahara geschlagen hatte, riss Tokugawa Ieyasu die Macht in Japan an sich und schaffte den Rat ab. Im Jahre 1603 wurde das Tokugawa-Shōgunat in der neuen Hauptstadt Edo errichtet. Tokugawa Ieyasu trachtete danach, ein mächtiges und stabiles Regime unter der Herrschaft seines eigenen Klans zu errichten. Als einziges Hindernis auf dem Weg zu diesem Ziel verblieben die Toyotomi unter der Führung von Hideyoshis Sohn Toyotomi Hideyori, die ihr Hauptquartier in Osaka hatten.

## Winterfeldzug
Im Jahre 1614 baute der Toyotomi-Klan Burg Ōsaka zusammen mit Hōkō-ji wieder auf. Im Zuge dieser Arbeiten wurde auch eine Glocke angebracht. Diese Glocke trug die Inschrift: „Möge das Land friedvoll und glücklich sein; Im Osten grüßt es den bleichen Mond und im Westen entbietet es der untergehenden Sonne seinen Abschiedsgruß.“ Das Shōgunat, das seine Machtbasis in den östlichen Provinzen hatte, fasste dies als Beleidigung auf, und zwischen den Tokugawa und dem Toyotomi-Klan begannen sich Spannungen zu entwickeln. Diese Spannungen wuchsen noch, als Toyotomi Hideyori damit begann, in Osaka ein Heer von Rōnin und Feinden des Shōgunats um sich zu sammeln. Im November dieses Jahres hatte Tokugawa Ieyasu, obwohl er den Titel Shōgun bereits 1605 an seinen Sohn abgegeben hatte, immer noch großen Einfluss – und er beschloss, ein weiteres Anwachsen dieses Heeres nicht zu dulden. So führte er 164.000 Mann nach Osaka (diese Zahl bezieht die Truppen Shimazu Tadatsunes nicht mit ein, da diese nicht in Osaka ankamen).
Die Belagerung begann am 19. November, als Ieyasu dreitausend Mann über den Fluss Kizu führte und die dort befindliche Festung zerstörte. Eine Woche später griff er das Dorf Imafuku mit 1.500 Mann an. Die Truppe der Verteidiger war 600 Mann stark. Dank der Hilfe einer mit Tanegashima-Arkebusen ausgerüsteten Truppe konnten die Truppen des Shōgunats einen weiteren Sieg verbuchen. Zahlreiche kleinere Festungen und Dörfer wurden angegriffen, bevor am 4. Dezember die eigentliche Belagerung der Burg Osaka begann.
Der Sanada-maru war ein Wachturm, der von Sanada Yukimura und 7.000 Mann für die Toyotomi verteidigt wurde. Die Truppen des Shōgun wurden wiederholt zurückgeschlagen und Sanada und seine Männer führten eine Reihe von Angriffen gegen die Belagerungslinien durch, wobei sie dreimal durchbrechen konnten. Ieyasu griff daraufhin auf Artillerie zurück: Er ließ dreihundert Kanonen auffahren, des Weiteren auch Männer, die sich unter den Mauern hindurchgraben sollten. Am 22. Januar wurde die winterliche Belagerung beendet, wobei Toyotomi Hideyori sich dafür verbürgte, sich nicht zu einer Rebellion zu erheben, und gestattete, dass der Burggraben der Burg Osaka zugeschüttet wurde.

## Sommerfeldzug
Im April 1615 erreichte Tokugawa Ieyasu die Nachricht, dass Toyotomi Hideyori noch mehr Truppen um sich sammelte als im vorangegangenen November und dass er versuchte, die Füllung des Burggrabens zu stoppen. Truppen der Toyotomi (oft als die Westliche Armee bezeichnet) begannen, Einheiten der Streitmacht des Shōgun (der Östlichen Armee) nahe Osaka anzugreifen. Befehligt von Ban Naoyuki überfielen sie am 29. April Burg Wakayama, eine Küstenfestung, welche Asano Nagaakira, einem Verbündeten des Shōgun, gehörte. Asanos Männer stürmten aus der Burg hinaus, griffen die Invasoren an und schlugen sie zurück. Im frühen Juni war die Östliche Armee eingetroffen, bevor Hideyori es geschafft hatte, sich Land zu sichern, das er gegen sie einsetzen konnte. Bei der Schlacht von Dōmyōji am 2. Juni trafen 2600 seiner Männer auf 23.000 Mann der Östlichen Armee. Toyotomi Hideyoris Befehlshaber bei dieser Schlacht, Gotō Mototsugu, versuchte, sich in den Nebel zurückzuziehen – aber die Schlacht war verloren und er wurde getötet. Danach fingen Einheiten der Tokuwaga die des Toyotomi-Generals Sanada Yukimura bei Honta-Ryo ab. Sanada versuchte, eine Schlacht mit Date Masamune zu erzwingen, aber Dates Gefolgsmann Katakura Shigenaga zog sich zurück, weil seine Truppen erschöpft waren. Sanadas Truppen folgten diesem Beispiel.
In derselben Nacht lieferten sich Chosokabe Morichika und Tōdō Takatora bei Yao eine Schlacht. Eine andere Schlacht fand ungefähr zur gleichen Zeit bei Wakae zwischen Kimura Shigenari und Ii Naotaka statt. Chosokabes Truppen errangen einen Sieg, jedoch wurde Kimura Shigenari vom linken Flügel der Armee Ii Naotakas überrannt. Der Hauptteil der Tokugawa-Truppen zogen nach Shigenaris Tod zur Unterstützung Todo Takatoras, und Chosokabe zog sich vorläufig zurück.
Nach einer weiteren Serie von Siegen für das Shōgunat in den Randgebieten Osakas kam der Sommerfeldzug in der Schlacht von Tennoji zu einem Höhepunkt. Toyotomi Hideyori plante eine Hammer-und-Amboss-Operation, bei der 55.000 Mann das Zentrum der Östlichen Armee angreifen sollten, während eine zweite Gruppe von 16.500 Mann sie im Rücken flankierten. Ein weiteres Kontingent wurde als Reserve vorbehalten. Tokugawa Ieyasus Armee wurde von dessen Sohn, Shōgun Tokugawa Hidetada, angeführt und besaß eine Stärke von etwa 155.000 Mann. Sie bewegte sich in vier parallelen Linien und war darauf vorbereitet, selbst Flankenmanöver durchzuführen. Fehler auf beiden Seiten ruinierten beinahe die Schlacht, als Toyotomi Hideyoris Rōnin sich von der Hauptgruppe abspalteten und Tokugawa Hidetadas Reservetruppe ohne Befehl der Haupttruppe aufmarschierte. Am Ende wurde Toyotomi Hideyoris Befehlshaber Sanada Yukimura getötet, was die Moral der Westlichen Armee zerstörte. Die kleinere Truppe unter direkter Führung Toyotomi Hideyoris fiel zu spät aus der Burg Osaka aus und wurde von den vorrückenden Feinden sofort in die Burg zurückgetrieben. Es blieb keine Zeit, eine Verteidigung der Burg zu organisieren – und so stand diese schon bald in Flammen und wurde von Artilleriefeuer belegt. Hideyori beging Seppuku, und der letzte größere Aufstand gegen die Tokugawa-Herrschaft für die nächsten 250 Jahre kam zu seinem Ende.

## Ausklang und Nachspiel
Toyotomi Hideyoris Sohn Toyotomi Kunimatsu (er war zu diesem Zeitpunkt acht Jahre alt) wurde durch das Shōgunat gefangen genommen und in Kyōto enthauptet. Toyotomi Hideyoris Tochter (von einer Konkubine) Naahime wurde nicht zum Tode verurteilt. Sie wurde später als Tenshūni Nonne im Kloster Tōkei-ji in Kamakura. Toyotomi Hideyoshis Grab wurde vom Shōgunat zusammen mit Kyōtos Tomokuri-Schrein zerstört. Der Toyotomi-Klan wurde aufgelöst. Chosokabe Morichika wurde am 11. Mai enthauptet, während sein Gefolgsmann Ono Harutane, der seit mehr als zehn Jahren gesucht worden war, am 27. Juni getötet wurde.
Das bakufu trieb 650.000 Koku in Osaka auf und begann mit der Wiedererrichtung der Burg Osaka. Osaka wurde in der Folge zu einem Han (Lehen), welches an Matsudaira Tadaaki übergeben wurde. Im Jahre 1619 wurde dieses Lehen aufgelöst und an seiner Stelle das Ōsaka Jōdai (大阪城代) errichtet, welches unter dem Befehl eines Bugyō stand, der dem Shōgunat direkt diente. Damit war Osaka – wie viele andere größere japanische Städte – für den Rest der Edo-Zeit nicht mehr Teil eines Lehens unter der Kontrolle eines Daimyō. Einige Daimyō, darunter Naitō Nobumasa und Mizuno Katsushige, zogen nach Osaka.
Nach dem Fall der Burg erließ das Shōgunat verschiedene Gesetze, darunter das Ikkuni Ichijōrei (in einer Provinz darf es nur eine Burg geben) und das Bukeshohatto (beschränkt jeden Daimyō auf den Besitz nur einer Burg). Von dieser Zeit an musste vor der Neuerrichtung einer Burg oder vor einer Reparatur die Erlaubnis des Shōgunats eingeholt werden. Viele Burgen wurden zerstört, um Übereinstimmung mit dem Gesetz herzustellen.